# 藤原會
藤原會（藤原会）、位於大阪府本部的設置，日本的指定暴力團之一・三代目山口組的2次團體，原「藤原組」。1983年 解散。後繼者藤和會。

## 簡介
藤原定太郎 組成「藤原組」，為三代目山口組柳川組旗下團體。1969年4月9日，柳川組解散，原「柳川組四天王」之一的 藤原定太郎升格為山口組直參，「藤原組」改稱「藤原會」。1983年秋 藤原病逝、解散。後繼者木村忠雄組成藤和會。

## 最高幹部
- 會長・藤原定太郎（原柳川組組長代行。（「柳川組四天王」之一）
- 會長代行補佐・木村忠雄（藤和會會長）
- 若頭・山下 薰（山下組組長、後藤和會副會長）
- 本部長・飯田孝二郎（後藤和會若頭）